# Chongdui (häradshuvudort i Kina, Tibet Autonomous Region, lat 28,15, long 85,97)
Chongdui (kinesiska: 充堆, Nielamu Xian, 聂拉木县) är en häradshuvudort i Kina. Den ligger i den autonoma regionen Tibet, i den sydvästra delen av landet, omkring 530 kilometer väster om regionhuvudstaden Lhasa. Antalet invånare är 17 568. Befolkningen består av 8 238 kvinnor och 9 330 män. Barn under 15 år utgör 25,0 %, vuxna 15-64 år 70 %, och äldre över 65 år 4,0 %.
Runt Chongdui är det mycket glesbefolkat, med 2 invånare per kvadratkilometer. Chongdui är det största samhället i trakten. Trakten runt Chongdui består i huvudsak av gräsmarker.
Genomsnittlig årsnederbörd är 855 millimeter. Den regnigaste månaden är juli, med i genomsnitt 163 mm nederbörd, och den torraste är november, med 3 mm nederbörd.